# Emilia Hržič-Topuska
Emilia von Hržič-Topuska , baronesa de Dornberg (Karlovac, 6 de mayo de 1868-Múnich, 23 de febrero de 1961) fue una cantante de ópera conocida por ser la segunda esposa morganática del príncipe Enrique de Hesse.

## Biografía
Fue hija de Simon von Hržič-Topuska y de Anna von Grachegg. Por parte paterna, su familia pertenecía a la nobleza croata y era católica. Su padre era magistrado (Banaltafelrathes) en la ciudad de Agram (actual Zagreb).
Siguió una carrera como cantante de ópera bajo el nombre de Milena. Comenzó una relación con el príncipe Enrique de Hesse, viudo de su primera esposa desde 1879. La primera esposa del príncipe había sido Carolina Willich von Pöllnitz en un matrimonio que tuvo carácter morganático y tuvo como fruto un hijo Karl, barón de Nidda (1879-1920).
El 20 de septiembre de 1892 Emilia y Enrique contrajeron matrimonio morganático. Tres días después, el sobrino de Enrique, Ernesto Luis, gran duque de Hesse incorporó a Emilie a la nobleza del gran ducado de Hesse bajo el nombre de von Dornberg. Este nombre hacía referencia a un antiguo señorío que se había integrado en la casa de Hesse.
El 3 de agosto del año siguiente a la boda, 1893, Emilia daría luz al único hijo del matrimonio, Elimar. Dos años después el 14 de septiembre de 1895 Emilia y su hijo Elimar fueron elevados al rango de barones en el gran ducado de Hesse por disposición de Ernesto Luis, gran duque de Hesse.
Quedó viuda el 16 de se septiembre de 1900.
En 1906 contraería un segundo matrimonio con el noble bávaro, el barón Maximilian von Bassus (1869-1931). Maximilian era un cortesano al servicio del rey Otón I de Baviera.

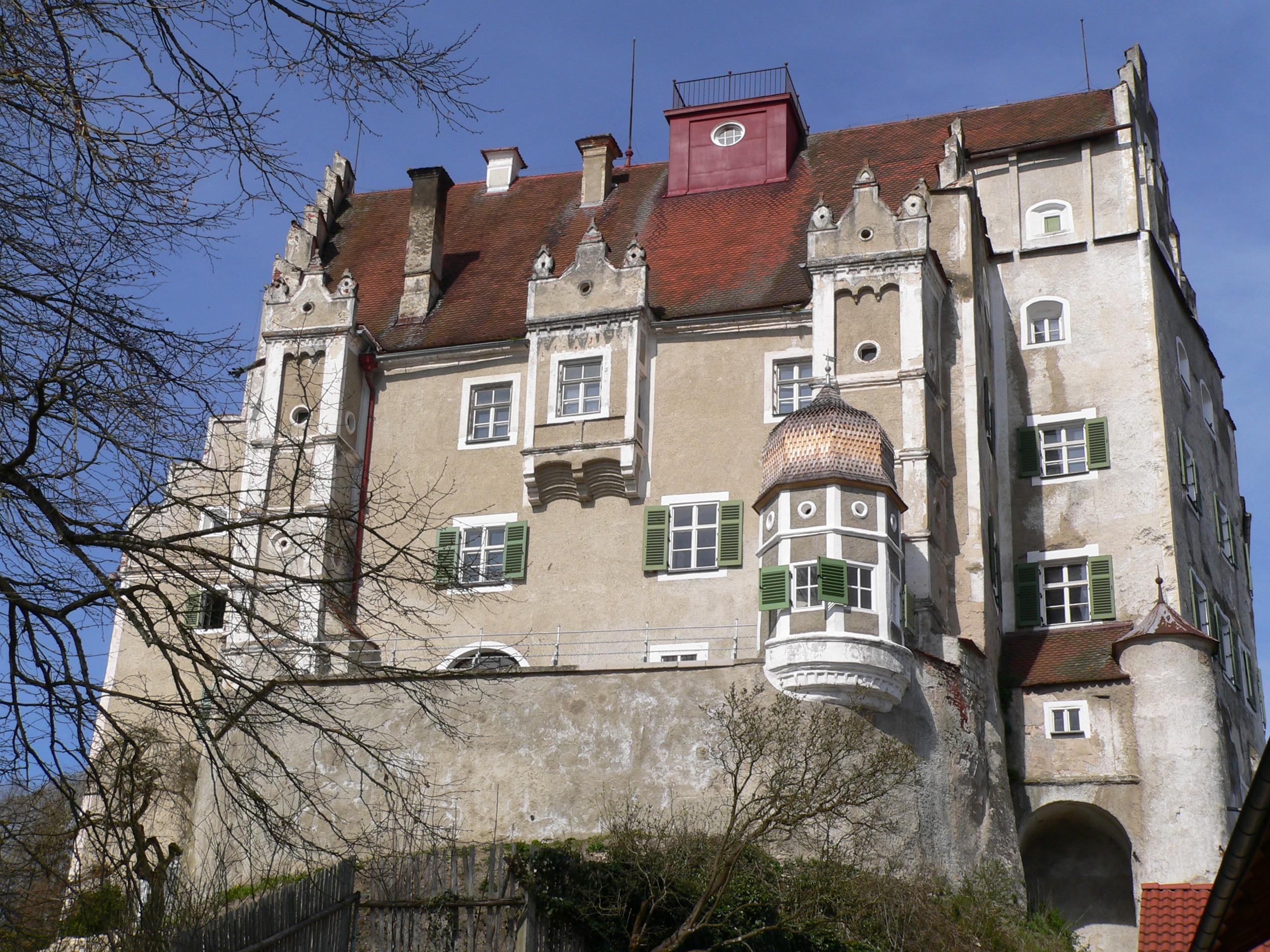
Vista del castillo de Sandersdorf, residencia de Emilia desde su matrimonio con el barón Maximilian von Bassus.

Emilia y su marido fueron cercanos a algunos miembros de la familia real bávara, así por ejemplo en 1907 recibieron en su castillo de Sandersdorf cerca de Múnich al príncipe Luis Fernando de Baviera, su mujer la infanta María de la Paz de Borbón y su hija la princesa Pilar de Baviera.
Emilia murió en Múnich en 1961. 

## Matrimonios y descendencia
De su primer matrimonio con el príncipe Enrique de Hesse tuvo un hijo:
- Elimar, barón de Dornberg (3 de agosto de 1893-1 de mayo de 1917) que fue en su primera juventud paje en la corte del rey de Baviera[10] y después oficial en el ejército bávaro. Elimar murió como resultado de una avalancha.

De su segundo matrimonio con el baron Maximilian von Bassus, tuvo un hijo, el barón Thomas von Bassus (1907-).